# Chorão
Alexandre Magno Abrão  (São Paulo, 9 de abril de 1970 - São Paulo 6 de marzo de 2013), más conocido por su nombre artístico Chorão, fue un cantante, compositor, director de cine, poeta, escritor y empresario brasileño.
Chorão (Alejandro Magno Abram) nació en Sao Paulo el 9 de abril de 1970. 
El apodo surgió cuando era pequeño, Cuando no podía hacer los trucos más difíciles en el skate lloraba de ahí el apodo de "llorón", a cargo de amigos.
Tuvo una infancia difícil, abandonó la escuela en el séptimo grado.
En los años 80 se dedicó profesionalmente en el skate, y obtuvo el segundo lugar en la categoría de estilo libre de Sao Paulo.
Después de sufrir un accidente, el cantante de una banda, Chorão fue invitado a unirse como vocalista.
Sólo en 1992, junto con Champignon, Renato Pelado y más tarde con Marcão y Thiago completaron la primera formación de la banda pasó a llamarse Charlie Brown Jr. Alrededor de 1992, comenzó a tocar el circuito de Santos y Sao Paulo, principalmente en los campeonatos de skate.
En 2005, después de los desacuerdos profesionales, algunos miembros dejaron la banda, que ahora cuenta con una nueva formación. Triste por el final de la formación original de la banda, su adicción a las drogas Chorão empeoró.
Chorão se casó dos veces y tuvo un hijo, que en el año 2005, con 23 años de edad y con el cantante de negocios, trató de hospitalizar a su padre sin éxito. El 6 de marzo de 2013, Chorão fue encontrado muerto por su conductor en su apartamento en el barrio de Pinheiros, zona oeste de Sao Paulo.
La autopsia realizada a Chorão confirma que el cantante de la banda Charlie Brown Jr murió de sobredosis de cocaína. El cuerpo de Alexandre Magno Abrão, de 42 años, presentaba 4,714 microgramos de droga por mililitro de sangre. Los peritos consideran que estos niveles permiten afirmar que la causa de la muerte de Chorão fue un exceso de cocaína.

## Discografía

### Álbumes de estudio
- 1997 - Transpiração Contínua Prolongada
- 1999 - Preço Curto... Prazo Longo
- 2000 - Nadando com os Tubarões
- 2001 - 100% Charlie Brown Jr.
- 2002 - Bocas Ordinárias
- 2004 - Tâmo Aí Na Atividade
- 2005 - Imunidade Musical
- 2007 - Ritmo, Ritual e Responsa
- 2008 - Perfil(Coletania)
- 2009 - Camisa 10 Joga Bola Até Na Chuva

### En Vivo
- 2003 - Acústico MTV Charlie Brown Jr.

### DVD
- 2002 - Ao Vivo em São Paulo
- 2003 - Acústico MTV Charlie Brown Jr.
- 2004 - Na Estrada
- 2005 - Skate Vibration
- 2007 - Ritmo Ritual e Responsa